# Gentiana hexaphylla
Gentiana hexaphylla är en gentianaväxtart som beskrevs av Carl Maximowicz och Kusn.. Gentiana hexaphylla ingår i släktet gentianor, och familjen gentianaväxter. Inga underarter finns listade i Catalogue of Life.